# Bambusicola
Bambusicola – rodzaj ptaków z podrodziny bażantów (Phasianinae) w obrębie rodziny kurowatych (Phasianidae)

## Zasięg występowania
Rodzaj obejmuje gatunki występujące w południowo-wschodniej i wschodniej Azji.

## Morfologia
Długość ciała 25–32 cm; masa ciała samców 242–400 g, samic 200–342 g.

## Systematyka

### Etymologia
Bambusicola: botaniczny rodzaj Bambusa von Schreber, 1789 (bambus), od mal. bambu „bambus”; łac. cola „mieszkaniec”, od colere „mieszkać”.

### Podział systematyczny
Do rodzaju należą następujące gatunki:
- Bambusicola fytchii Anderson, 1871 – bambusówka górska
- Bambusicola thoracicus (Temminck, 1815) – bambusówka chińska
- Bambusicola sonorivox Gould, 1836 – bambusówka rdzawoplama